# العلاقات الأمريكية الباكستانية

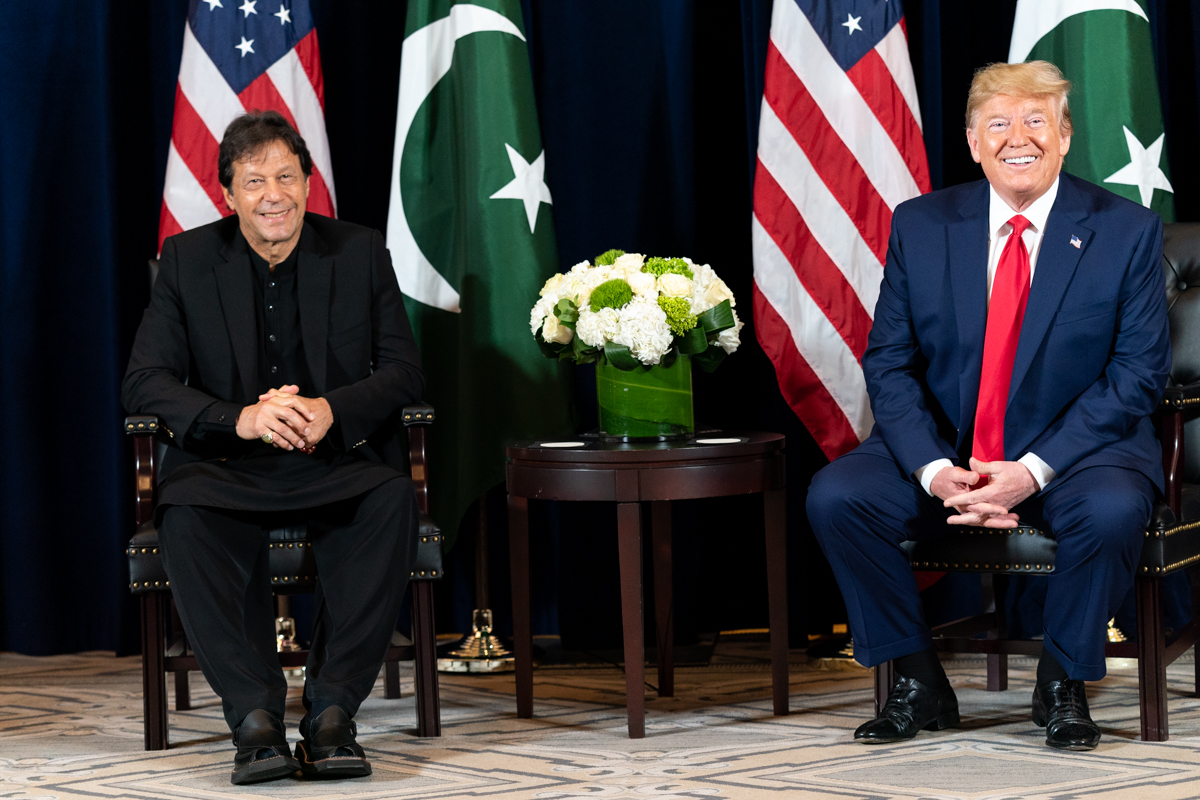
دونالد ترامب و عمران خان

العلاقات الأمريكية الباكستانية هي العلاقات الثنائية التي تجمع بين الولايات المتحدة وباكستان. أقامت الولايات المتحدة علاقات ثنائية مع باكستان يوم 20 أكتوبر عام 1947 أي بعد شهرين من نيل باكستان لاستقلالها فكانت الولايات المتحدة من بين أولى الدول التي بادرت بإقامة علاقات ثنائية مع دولة باكستان الوليدة. كانت باكستان إلى جانب المعسكر الأمريكي إبَّان الحرب الباردة ضد الاتحاد السوفيتي ومارست دوراً حيوياً في كل من حلف بغداد وحلف جنوب و شرق آسيا. شهدت العلاقات بين البلدين تراجعاً نسبياً بعد انتخاب حزب الشعب ذو التوجه اليساري بزعامة ذو الفقار علي بوتو، ولكن سرعان ما عادت العلاقات إلى عهدها السابق بل وتحسنت أكثر من ذي قبل في ثمانينيات القرن العشرين خلال عملية الإعصار التي موَّلت وسلَّحت ودرَّبت وكالة المخابرات المركزية الأمريكية من خلالها حركة المجاهدين في أفغانستان المجاورة لمجابهة المد الشيوعي السوفيتي في كل من آسيا الوسطى وجنوب آسيا. تدهورت العلاقات مجدداً بعد انهيار الاتحاد السوفيتي على ضوء موافقة الولايات المتحدة على فرض عقوبات شرطية على باكستان باسم «تعديل بريسلر» على خلفية تصاعد التوتر في المنطقة خلال الحرب الباكستانية الهندية عام 1971 وإجراء الهند لأول اختبار لقنبلة نووية في تاريخها عام 1974، وبموجب تعديل بريسلر فستبادر الولايات المتحدة بقطع معظم المساعدات الاقتصادية والعسكرية الأمريكية لباكستان، إلَّا في حال صدَّق الرئيس الأمريكي سنوياً على أنه «ليس بحيازة باكستان جهاز نووي متفجر وأن برنامج المساعدة الأمريكي من شأنه التقليل إلى حد كبير من خطر حيازة باكستان لجهاز تفجير نووي مستقبلاً.»
شهدت العلاقات حالة تراجع نسبي بعدما تبادل الجانبين الانتقادات إزاء الإستراتيجية التي يسلكها كل منهم في الحرب على الإرهاب، حيث اتهمت الحكومة الأمريكية باكستان مراراً بإيواء أعضاء من حركة طالبان وتنظيم كويتا شورا، بينما زعمت باكستان أن الولايات المتحدة لم تقم بشيئ يذكر للسيطرة على الوضع الأمني في شرق أفغانستان، حيث يُعتقد أن الملا فضل الله وهو الإرهابي رقم واحد على قائمة المطلوبين لدى باكستان يختبئ في تلك المنطقة. وكذلك فقد تراجعت العلاقات بين البلدين على نحو متزايد خلال السنوات القليلة الماضية بالتوازي مع تزايد مستويات عدم الثقة بين الطرفين على خلفية حادثة ريموند ألين ديفيس في لاهور، بالإضافة إلى العملية العسكرية السرية الأمريكية في أبوت آباد والتي أسفرت عن مقتل زعيم تنظيم القاعدة الإرهابي أسامة بن لادن، وما تلا ذلك من وقوع حادث صلالة التي تصادمت فيها قوات التحالف بقيادة الولايات المتحدة مع عناصر من قوات الأمن الباكستاني عند نقطتي تفتيش على الحدود الأفغانية الباكستانية في نوفمبر عام 2011. كثيرا ما يعتبر الرأي العام في باكستان الولايات المتحدة كواحدة من أقل البلدان تفضيلاً، والعكس صحيح لدى الرأي العام الأمريكي الذي يعتبر باكستان من أقل الدول تفضيلاً. أظهر استطلاع الشؤون العالمية السنوية الذي أجرته مؤسسة غالوب عام 2015 أن نسبة 15% فقط من الأميركيين لديهم نظرة إيجابية تجاه باكستان.
تسهم الولايات المتحدة اليوم في تقديم مجموعة واسعة من المساعدات الاقتصادية والاجتماعية والعلمية لباكتسان، هذا بالإضافة إلى العلاقات العسكرية الحيوية القائمة بين البلدين، وما زالت باكستان تلعب دوراً استراتيجياً في تدعيم المصالح الأمريكية في منطقة وسط وجنوب آسيا. كما تحتل الولايات المتحدة المرتبة الثانية كأكبر مورد للمعدات العسكرية لجمهورية باكستان بعد الصين، وهي واحدة من أكبر المساهمين المانحين للمساعدات الخارجية لباكستان.

## العلاقات خلال الحرب الباردة

### 1947- 1958: العلاقات بين الولايات المتحدة والدولة المستقلة حديثًا
كافحت باكستان بعد استقلالها عن الإمبراطورية الهندية البريطانية (الراج البريطاني)، لكي تصبح بصفتها دولة وليدة عضوًا غير منحاز في المجتمع الدولي. حصلت القوات الباكستانية الموالية للشيوعية (الحزب الشيوعي الباكستاني) على دعم كبير في باكستان الشرقية، بينما في ظل الحزب الاشتراكي الباكستاني المؤيد للسوفييت مهمشًا إلى حد كبير في باكستان الغربية. سيطرت العصبة الإسلامية الباكستانية الرأسمالية والموالية للولايات المتحدة على جزء كبير من مشهد باكستان الغربية السياسي، لا سيما في منطقة البنجاب الغربية المزدهرة، في حين كانت قاعدة دعمها في باكستان الشرقية أكثر تواضعًا.
حاول رئيس الوزراء علي خان على الرغم من ذلك إقامة علاقات ودية مع كل من الاتحاد السوفيتي والولايات المتحدة على أمل أن تستفيد باكستان من تحالفها مع كلتا القوتين العظمتين. أثارت كل من القوات المسلحة الباكستانية ووزارة الشؤون الخارجية في باكستان الشكوك حول ما إذا كان يمتلك السوفييت الإرادة السياسية والقدرة على تقديم المساعدة العسكرية والتقنية والاقتصادية بشكل مماثل للخدمات التي بدؤوا بتقديمها إلى الهند، جار باكستان الاشتراكي. طلبت باكستان على الرغم من ذلك مساعدة عسكرية من اتحاد الجمهوريات الاشتراكية السوفيتية، والتي رُفضت بشكل متوقع إذ كان الاتحاد السوفيتي قد كرس نفسه للهند قبل ذلك. لم تبد الطبقات المتوسطة المحافظة في باكستان نظرة إيجابية لانفتاح الحكومة على الاتحاد السوفيتي، إذ اعتبروه حليفًا ملحدًا واشتراكيًا للهند.
مهدت الولايات المتحدة في عام 1950 للمباحثات مع باكستان من خلال دعوة رئيس الوزراء خان للقيام بزيارة دولية رسمية. وجد صناع السياسة في البلاد أن الحفاظ على علاقات ودية مع كلتا القوتين العظمتين أمر مستحيلً في الوقت الذي رفض فيه الاتحاد السوفيتي باكستان الرأسمالية وانحاز إلى خصومها. قبل رئيس الوزراء خان الدعوة الأمريكية وقام بزيارة رسمية للولايات المتحدة لمدة 23 يومًا بدءًا من 3 مايو من عام 1950. سُيّس هذا الحدث بشدة في باكستان، وأثار غضب اليساريين في البلاد، ونُظر إليه على أنه الحدث الأساسي الذي قد يؤدي لتوطيد العلاقات الدبلوماسية لعدة عقود. ومع ذلك، يُزعم أن الرئيس ترومان قد طلب من رئيس الوزراء الباكستاني خلال زيارته الأولى للولايات المتحدة السماح لوكالة المخابرات المركزية الأمريكية إنشاء قاعدة في باكستان من أجل مراقبة أنشطة الاتحاد السوفيتي بصرامة، إلا أن خان لم يوافق على هذا الطلب.
زارت العديد من الشخصيات السياسية والعسكرية الباكستانية الرئيسية الولايات المتحدة خلال الفترة الممتدة بين عامي 1950 و1953. زار قائد الجيش محمد أيوب خان -وهو الشخصية التي أسست لاحقًا ديكتاتورية عسكرية مؤيدة للولايات المتحدة بشكل كبير- خلال هذا الوقت الولايات المتحدة عدة مرات. زار كل من وزير الخارجية السير محمد ظفر الله خان ووزير الخارجية إكرام الله خان ووزير المالية مالك غلام محمد ووزير الدفاع إسكندر ميرزا الولايات المتحدة بصورة رسمية عدة مرات.
تعززت العلاقات الدفاعية بين البلدين مباشرة بعد زيارة خان للولايات المتحدة. كانت النوايا الحسنة الشخصية تجاه باكستان واضحة حتى عندما اغتيل لياقت علي خان في عام 1951. طور المسؤولون الباكستانيون والأمريكيون مواقف إيجابية تجاه بعضهم البعض في ظل حكومة خواجة ناظم الدين. كان حسن النية الشخصي هذا واضحًا عندما أخبر وزير الخارجية الأمريكية جون فوستر دالاس -أثناء مناقشة تقديم مساعدة من القمح لباكستان في عام 1953- اللجنة الفرعية للزراعة والغابات خلال جلسات الاستماع أن «الشعب الباكستاني لديه تقليد عسكري رائع،» بالإضافة إلى استقبال حرس الشرف -الذي اعتبره «أفضل ما شاهده على الإطلاق»- له في كراتشي. تعززت العلاقات الوثيقة بين الدولتين أيضًا من خلال معاهدة الدفاع المتبادل الموقعة في مايو من عام 1954، وبدأ بعد ذلك المئات من الضباط العسكريين الباكستانيين بالحصول على التدريب العسكري في الولايات المتحدة بانتظام. أُنشئت مجموعة استشارية للمساعدة العسكرية الأمريكية (MAAG) في راولبندي، عاصمة باكستان آنذاك. ولم يُدرب الضباط الباكستانيون على التكتيكات العسكرية فحسب، بل درسوا أيضًا القيادة والإدارة والنظرية الاقتصادية. 
طلب الرئيس دوايت أيزنهاور في عام 1956 من رئيس الوزراء الباكستاني الجديد حسين شهيد سهروردي أن يأذن له باستئجار محطة بيشاور الجوية (PAS)، والتي كان من المقرر استخدامها من أجل جمع المعلومات الاستخبارية للصواريخ الباليستية السوفيتية العابرة للقارات. قُبل طلب أيزنهاور، وسرعان ما بنت الولايات المتحدة مهبطًا للطائرات ومركز قيادة تحكم في الموقع قبل بدء عملياتها فيه. اعتُبرت القاعدة سرية للغاية، ورُفض دخول حتى كبار المسؤولين الباكستانيين العامين مثل ذو الفقار علي بوتو إلى المنشأة.
تركز الاهتمام الأمريكي في باكستان -باعتبارها حليفًا ضد انتشار الشيوعية- في المقام الأول على الحفاظ على علاقات ممتازة مع المؤسسة العسكرية الباكستانية. زار رئيس الوزراء حسين شهيد سهروردي بصفة رسمية الولايات المتحدة عدة مرات، وعادة ما رافقه قائد الجيش محمد أيوب خان. جادل محمد أيوب خان بعد الانقلاب العسكري في عام 1958 بأن الناشطين اليساريين قادرين على الاستيلاء على السلطة في باكستان، ما يمكن أن يعرض المصالح الأمريكية في المنطقة للخطر. نجح محمد أيوب خان في إقناع المسؤولين الأمريكيين بأن الجيش الباكستاني هو المؤسسة الأقوى والأكثر قدرة على حكم البلاد. 

### 1958- 1971: العلاقات في ظل الحكم الديكتاتوري العسكري لأيوب خان ويحيى خان
تمتعت باكستان بعلاقة وثيقة مع الولايات المتحدة في ظل الحكم الديكتاتوري لمحمد أيوب خان. أيد محمد أيوب خان الولايات المتحدة بشدة، وقال في إحدى زياراته للولايات المتحدة في عام 1954 -قبل أن يصبح خان رئيسًا للدولة- للعميد الأمريكي هنري أ.بيراويد «لم آت إلى هنا للنظر في الثكنات. يمكن أن يكون جيشنا معك إذا أردتنا. ولكن دعنا نتخذ القرار». امتلك محمد أيوب خان وجهة نظر إيجابية حول الولايات المتحدة في الوقت الذي تولى فيه السلطة. في الواقع، كان سكان باكستان بشكل عام مناصرين لأمريكا خلال الستينيات ونظروا إليها بشكل إيجابي تمامًا مثل محمد أيوب خان.
منح أيوب خان الإذن للولايات المتحدة في عام 1960 بإطلاق أولى رحلاتها التجسسية على الاتحاد السوفيتي من قاعدة بيشاور الجوية، والتي كانت قد حُسنت مؤخرًا بتمويل أمريكي. وقعت حادثة طائرة التجسس الأمريكية يو-2 في مايو 1960، حيث ألقى اتحاد الجمهوريات الاشتراكية السوفيتية القبض على الطيار فرانسيس غاري باورز. أخطرت وكالة المخابرات المركزية أيوب خان بالحادثة أثناء وجوده في لندن خلال زيارة دولية: ويُقال إنه هزّ كتفيه وذكر أنه كان يتوقع حدوث مثل هذه الحادثة في نهاية المطاف.
زار خان الولايات المتحدة لأول مرة بعد تسلمه رئاسة باكستان في عام 1961. توضح حسن النية الأمريكية تجاه خان خلال عشاء الدولة الرسمي المُقام في جبل فيرنون، وإقامة استعراض لرمي الشرائط الورقية من أجل خان في مدينة نيويورك.
تمركزت المساعدة العسكرية الأمريكية في باكستان الغربية، مع تحكم باكستان الغربية في المنافع الاقتصادية واستخدامها لها بشكل شبه حصري. وُجه غضب باكستان الشرقية تجاه غياب التنمية الاقتصادية نحو الولايات المتحدة، وكذلك باكستان الغربية. مرر برلمان باكستان الشرقية قرارًا يندد باتفاقية عام 1954 العسكرية مع الولايات المتحدة.
زادت الولايات المتحدة من مساعداتها الاقتصادية المقدمة إلى باكستان من خلال الشركات الاتحادية. جلب معدل النمو الاقتصادي المرتفع في باكستان الغربية خلال هذه الفترة الزمنية اعتبارًا واسعًا لباكستان باعتبارها نموذجًا للتنفيذ الناجح للرأسمالية في بلد نام؛ بلغ معدل نمو الناتج المحلي الإجمالي 9.38% في عام 1964.

## مقارنة بين البلدين
هذه مقارنة عامة ومرجعية للدولتين:
| وجه المقارنة                                              | الولايات المتحدة                                                                                                  | باكستان                     |
| --------------------------------------------------------- | --- | --------------------------- |
| المساحة (كم2)                                             | 9.83 مليون | 881.91 ألف                  |
| عدد السكان (نسمة)                                         | 311.58 مليون | 197.02 مليون                |
| الكثافة السكانية (ن./كم²)                                 | 31.7 | 223.4                       |
| العاصمة                                                   | واشنطن العاصمة | إسلام آباد                  |
| اللغة الرسمية                                             | لغة إنجليزية | لغة إنجليزية، اللغة الأردية |
| العملة                                                    | دولار أمريكي | روبية باكستانية             |
| الناتج المحلي الإجمالي (بليون دولار)                      | 19.39 تريليون | 304.95 مليار                |
| الناتج المحلي الإجمالي (تعادل القوة الشرائية) بليون دولار | 18.04 تريليون | 946.67 مليار                |
| الناتج المحلي الإجمالي الاسمي للفرد دولار أمريكي          | 56.12 ألف | 1.43 ألف                    |
| الناتج المحلي الإجمالي للفرد دولار أمريكي                 | 54.63 ألف | 4.81 ألف                    |
| مؤشر التنمية البشرية                                      | 0.920 | 0.538                       |
| رمز المكالمات الدولي                                      | +1 | +92                         |
| رمز الإنترنت                                              | .us، حكومة، .mil، Edu.                                                                                            | .pk                         |
| المنطقة الزمنية                                           | توقيت ساموا الأمريكية، توقيت أطلنطي موحد، منطقة زمنية وسطى، توقيت ألاسكا ‏، المنطقة الزمنية الجبلية، توقيت تشامرو ‏ | ت ع م+05:00                 |

## مدن متوأمة
في ما يلي قائمة باتفاقيات التوأمة بين مدن أمريكية وباكستانية:
- ترتبط شيكاغو مع لاهور باتفاقية توأمة منذ 2004.[31][31][31][31]
- ترتبط بيند مع مظفر أباد باتفاقية توأمة.
- ترتبط فريسنو مع لاهور باتفاقية توأمة.
- ترتبط بوليغ بروك مع سيالكوت باتفاقية توأمة.
- ترتبط هيوستن مع كراتشي باتفاقية توأمة منذ 1961.

## منظمات دولية مشتركة
يشترك البلدان في عضوية مجموعة من المنظمات الدولية، منها:
| علم المنظمة | اسم المنظمة                               | تاريخ انضمام الولايات المتحدة | تاريخ انضمام باكستان |
| ----------- | ----------------------------------------- | ----------------------------- | -------------------- |
|             | وكالة ضمان الاستثمار متعدد الأطراف        | 12 أبريل 1988                 | 12 أبريل 1988        |
|             | الاتحاد الدولي للاتصالات                  | 1 يوليو 1908                  | 26 أغسطس 1947        |
|             | يونسكو                                    | 4 نوفمبر 1946                 | 14 سبتمبر 1949       |
|             | الأمم المتحدة                             | 24 أكتوبر 1945                | 30 سبتمبر 1947       |
|             | بنك التنمية الآسيوي                       | 1966                          | 1966                 |
|             | مؤسسة التمويل الدولية                     | 20 يوليو 1956                 | 20 يوليو 1956        |
|             | منظمة الشرطة الجنائية الدولية             | ?                             | ?                    |
|             | سياتو                                     | ?                             | ?                    |
|             | منظمة حظر الأسلحة الكيميائية              | ?                             | ?                    |
|             | الاتحاد البريدي العالمي                   | ?                             | ?                    |
|             | منظمة التجارة العالمية                    | ?                             | ?                    |
|             | المركز الدولي لتسوية المنازعات الاستشارية | 14 أكتوبر 1966                | 15 أكتوبر 1966       |
|             | البنك الدولي للإنشاء والتعمير             | 27 ديسمبر 1945                | 11 يوليو 1950        |
|             | منتدى آسيان الإقليمي ‏                     | ?                             | ?                    |
|             | المنظمة الهيدروغرافية الدولية             | ?                             | ?                    |
|             | الفريق المعني برصد الأرض                  | ?                             | ?                    |

## أعلام
هذه قائمة لبعض الشخصيات التي تربطها علاقات بالبلدين:
- نرجس فخري (20 أكتوبر 1979 –)

## وصلات خارجية
- موقع وزارة الخارجية الأمريكية
- موقع وزارة الخارجية الباكستانية